# Trypanosoma vivax
Trypanosoma vivax – kinetoplastyd z rodziny świdrowców należący do królestwa protista. Wywołuje u zwierząt parzystokopytnych, wielbłądów, koni chorobę nagana. Jest przenoszony przez muchy z rodzaju tse-tse takie jak: Glossina palpalis, Glossina fuscipes, Glossina longipalpis, Glossina morsitans, Glossina pallidipes, Glossina swynnertoni, Glossina tachinoides oraz Glossina vanhofi.
Charakteryzuje się maczugowatym kształtem. Długość ciała waha się od 18 µm do 26 µm, szerokość 2 do 3 µm. Błona falująca jest wąska, nie najlepiej wykształcona. Porusza się za pomocą wici. Pasożytuje w osoczu krwi.
Występuje na terenie Afryki.